# Compagnie de Transports au Maroc
La Compagnie de Transports au Maroc, nota anche con la sigla CTM, è la società che gestisce il servizio di trasporto pubblico su strada, in tutto il Marocco.

## Storia
L'azienda, fondata nel 1917 come società privata, è il più antico gestore di trasporti del Marocco; con l'indipendenza di tale Stato avvenuta nel 1956, l'azienda fu nazionalizzata con l'acquisizione da parte del Governo. Nel 1993, durante la campagna di privatizzazione del Marocco, la società è stata lanciata nella Borsa di Casablanca ed è tornata ad essere privata a partire dall'ottobre 2004.

## Esercizio
L'azienda gestisce trasporti locali, suburbani e nazionali.

## Sede
La sede legale è a Casablanca.